# Halicampus spinirostris
Halicampus spinirostris är en fiskart som först beskrevs av Dawson och Allen 1981.  Halicampus spinirostris ingår i släktet Halicampus och familjen kantnålsfiskar. Inga underarter finns listade i Catalogue of Life.